# Eulithis samnitica
Eulithis samnitica là một loài bướm đêm trong họ Geometridae.